# اندیس آنومالی دشت کوچ۱
آنومالی دشت کوچ۱ یک اندیس فلزی است که در حوالی شهر سبزواران استان کرمان قرار دارد و مادهٔ معدنی موجود در آن، طلا است.سنگ میزبان این اندیس هورنفلس است  